# Les Clairons de la peur
Pour les articles homonymes, voir Clairon (homonymie).

Les Clairons de la peur  (titre original : Los clarines del medio) est un film espagnol réalisé en 1958 par Antonio Román, sorti en 1965.

## Synopsis
Dans un village de Castille, deux toreros vont participer à une capea. L'un, Fligranes, est jeune, plein d'enthousiasme, l'autre, Acetuno, plus âgé, beaucoup moins enthousiaste, a peur des taureaux. En se promenant dans le village, les deux hommes rencontrent une jeune fille pour laquelle Filigranes a envie de briller dans l'arène. Mais le garçon se fait embrocher par le taureau, et c'est finalement Aceituno, qui estoque l'animal.

## Fiche technique
- Titre : Les Clairons de la peur
- Titre original : Los clarines del medio
- Réalisation : Antonio Román
- Scénario : Antonio Vich et Angel Maria de Lera
- Photographie : Antonio L. Ballesteros
- Musique : Manuel Parada
- Production : Rodas - Procusa
- Pays : Espagne
- Durée : 80 minutes
- Date de sortie : 
  -  France : 19 mai 1965

## Distribution
- Francisco Rabal
- Silvia Solar